# 2MASS J02354756-0849198
2MASS J02354756-0849198 ist ein Brauner Zwerg im Sternbild Walfisch. Er wurde 2002 von Suzanne L. Hawley et al. entdeckt. Er gehört der Spektralklasse L2 an.